# Il conte di Montecristo (film 1929)
Il conte di Montecristo è un film del 1929 diretto da Henri Fescourt. Il film, lungo 223 minuti, venne diviso in due episodi.

## Produzione
Il film fu prodotto dalla Les Grands Films Européens e Les Films Louis Nalpas

## Distribuzione
Distribuito dalla Terra - United Artists e  uscito in Francia in 2 parti separate, rispettivamente il 25 ottobre e il 1º novembre 1929. La pellicola del film esiste in una copia positiva a 35 mm e in collezioni private (da positivi Pathéscope 9.5 mm). La versione distribuita in Cecoslovacchia è stata restaurata nel 1994 dagli Archivi Cinematografici Cechi. La francese ZZ Productions ha curato un restauro per ARTE (Tv).

### Date di uscita
- Germania	1929
- Turchia	1929
- Francia	25 ottobre 1929	 (part 1)
- Francia	1º novembre 1929	 (parte 2)
- Portogallo	27 novembre 1929
- Giappone	8 maggio 1930
- Francia	16 ottobre 2008	 (uscita DVD)
- USA  2009  DVD

Alias
- Monte Cristo	Francia (titolo originale)
- Der Graf von Monte Christo 1.Teil	Germania (titolo prima parte)
- El conde de Montecristo	Venezuela
- Il conte di Montecristo	  Italia
- Monte Cristo	   Portogallo
- Monte Kristo	Turchia (titolo Turco)
- O komis Monte-Hristo   	Grecia